# Stephen W. Dorsey
Stephen W. Dorsey (Benson, 1842. február 28. – Los Angeles, 1916. március 20.) az Amerikai Egyesült Államok szenátora (Arkansas, 1873–1879).